# Christoval
Christoval ist ein Census-designated place in Tom Green County im US-Bundesstaat Texas in den Vereinigten Staaten. Das U.S. Census Bureau hat bei der Volkszählung 2020 eine Einwohnerzahl von 482 ermittelt.

## Geographie
Der Ort liegt auf halber Strecke zwischen San Antonio und Lubbock im Südwesten des Countys am South Concho River, westlich des geographischen Zentrums von Texas und hat eine Gesamtfläche von 3,1 km2 ohne nennenswerte Wasserfläche.

## Geschichte
Benannt wurde der Ort nach Christopher Columbus Doty, einem frühen Siedler in dieser Gegend. 1889 wurde das erste Postbüro eingerichtet und 1901 die erste öffentliche Schule eröffnet.

## Demografische Daten
Nach der Volkszählung im Jahr 2000 lebten hier 422 Menschen in 167 Haushalten und 124 Familien. Die Bevölkerungsdichte betrug 134,7 Einwohner pro km2. Ethnisch betrachtet setzte sich die Bevölkerung zusammen aus 92,18 % weißer Bevölkerung, 0,47 % Afroamerikanern, 1,18 % amerikanischen Ureinwohnern, 0,00 % Asiaten, 0,00 % Bewohnern aus dem pazifischen Inselraum und 5,21 % aus anderen ethnischen Gruppen. Etwa 0,95 % waren gemischter Abstammung und 14,45 % der Bevölkerung waren spanischer oder lateinamerikanischer Abstammung.
Von den 167 Haushalten hatten 38,3 % Kinder unter 18 Jahre, die im Haushalt lebten. 51,5 % davon waren verheiratete, zusammenlebende Paare. 19,8 % waren allein erziehende Mütter und 25,7 % waren keine Familien. 22,2 % aller Haushalte waren Singlehaushalte und in 7,8 % lebten Menschen, die 65 Jahre oder älter waren. Die Durchschnittshaushaltsgröße betrug 2,53 und die durchschnittliche Größe einer Familie belief sich auf 2,96 Personen.
30,6 % der Bevölkerung waren unter 18 Jahre alt, 5,5 % von 18 bis 24, 25,1 % von 25 bis 44, 24,4 % von 45 bis 64, und 14,5 % die 65 Jahre oder älter waren. Das Durchschnittsalter war 40 Jahre. Auf 100 weibliche Personen aller Altersgruppen kamen 99,1 männliche Personen. Auf 100 Frauen im Alter von 18 Jahren und darüber kamen 86,6 Männer.
Das jährliche Durchschnittseinkommen eines Haushalts betrug 26.750 USD, das Durchschnittseinkommen einer Familie 32.292 USD. Männer hatten ein Durchschnittseinkommen von 28.750 USD gegenüber den Frauen mit 24.688 USD. Das Prokopfeinkommen betrug 13.257 USD. 18,3 % der Bevölkerung und 12,6 % der Familien lebten unterhalb der Armutsgrenze. Davon waren 25,4 % Kinder und Jugendliche unter 18 Jahren und 10,2 % waren 65 oder älter.